# Асман, Моше Реувен
Моше Реувен А́сман (ивр. משה ראובן אסמן‎; род. 14 марта 1966, Ленинград) — главный раввин Всемирного форума русскоязычного еврейства и Синагоги Бродского в Киеве. Один из создателей еврейского поселения Анатевка. Главный раввин иудеев Украины — Хабада.

## Биография
Михаил Аронович Асман родился в городе Ленинграде 14 марта 1966 года. Прадед по материнской линии Нахман Асман проходил обучение в Любавичах, а прадед по линии отца был известным литовским раввином. В годы советской власти пропагандировал в Ленинграде ценности иудаизма, за что неоднократно привлекался, ввиду частых арестов держал в прихожей чемодан с самым необходимым в тюрьме.
В 1987 году, после женитьбы на Хане Зушивне (Анне Феликсовне) Любарской, уехал в Израиль, где продолжил обучение в Иерусалимских ешивах «Шамир» и «Мерказ Гутник». Параллельно с учёбой возглавлял «Бейт Хабад» для русскоязычных евреев. Работал помощником раввина Торонто по работе с русскоязычными евреями. По окончании обучения получил звание раввина.
В 1991 году был отправлен на Украину, где к 1995 году работал заместителем директора программы «Спасение детей Чернобыльской зоны». В том же 1991 году стал председателем еврейской религиозной общины Хабад Любавич города Киева. С 1997 года стал Главным раввином Киева и области, а позже главным раввином Всеукраинского еврейского конгресса.
Работает в синагоге Бродского. За благословением на материальное благополучие и рождение детей к раввину приезжают люди со всего мира. Благодаря этому «Мафтир Йона», читаемый в Йом-Киппур в синагоге Бродского, был продан за рекордную сумму. Это событие нашло своё отражение в Книге рекордов Гиннесса за 2008 год. Автор книг по каббале.

### Главный раввин Украины
В 2005 году Моше Асман был избран «главным раввином Украины» от Всеукраинского конгресса иудейских религиозных общин. Большинство раввинов Украины назвали его избрание нелегитимным. Однако активно осуждающий вторжение России в Украину раввин закрепил своё положение главного раввина страны. При этом аналогичный титул продолжает носить и активно вовлечённый в дела Украины Яков Блайх.
В СМИ происходящее рассматривается как многолетняя борьба за влияние между еврейскими лидерами. С другой стороны, журналист Шимон Бриман подчёркивает, что таким образом проявляется свойственный Украине плюрализм.

## Семья
Имеет 11 детей и трёх внуков (по состоянию на июль 2012).
12 сентября 2024 года в Центральной синагоге Киева простились с Матитьягу Самборским — приёмным сыном раввина, который служил в ВСУ и погиб на войне со вторгшимися в Украину российскими войсками.

## Публикации
- Асман М. А. Каббала, ответы на не заданные вопросы. 2011.
- Асман М. А. Линия Жизни. 2014.